# Маня, Норман
Норман Маня (рум. Norman Manea; род. 19 июля 1936, Сучава) — румынский писатель, диссидент.

## Биография
Родился в еврейской семье в пригороде Сучавы Бурдужень (ныне в городской черте), в южной Буковине. Родители — Марку Маня и Жанет Браунштейн. В 1941 году был с семьёй депортирован в концлагерь в Транснистрии. После войны окончил институт, до 1974 года работал инженером-гидравликом.
В прозе и публицистике последовательно критиковал политический режим Чаушеску и социальный строй Румынии, антисемитизм властей и массы. В 1984 власть воспрепятствовала получению им премии Союза румынских писателей, после публикации романа «Черный пакет» (1986) писателю была устроена показательная обструкция, его вынудили покинуть страну. С 1987 года живёт в США, преподает в одном из нью-йоркских колледжей еврейскую культуру и словесность. В 1991 году выступил в американской печати со статьей, разоблачавшей профашистское прошлое М. Элиаде, чем вызвал неудовольствие уже новых румынских властей.

## Творчество
В прозе, посвящённой травме Холокоста и сюрреализму обыденной жизни при тоталитарном режиме, развивает линию Кафки и Бруно Шульца.

## Произведения
- Anii de ucenicie ai lui August Prostul, roman / Годы учения Августа Безумного, роман (1979)
- Octombrie, la ora opt, proză scurtă / Октябрь, восемь часов, рассказы (1981)
- Plicul negru / Черный конверт, роман (1986)
- Fericire obligatorie, o colecţie de nuvele / Счастье из-под палки, рассказы (1991)
- Despre clovni, Dictatorul şi artistul, un roman parabolic / О шутах: Диктатор и художник, роман-эссе (1997)
- Întoarcerea huliganului / Возвращение хулигана, роман-автобиография (2003, премия Медичи за переводной роман)
- Vizuina/ Берлога, роман (2009)
- Laptele negru/ Черное молоко, эссе и интервью (2010)

## Признание
- Великий офицер ордена Звезды Румынии (2016, Румыния)[2].
- Командор ордена «За заслуги перед культурой»[рум.] в категории A «Литература» (2006, Румыния)[3].
- Командор ордена искусств и литературы (2009, Франция).
- Романы, рассказы, эссе Нормана Мани переведены на многие языки мира, высоко оценены Г. Беллем, Г. Грассом, Ф. Ротом, О. Пасом, К. Магрисом, О. Памуком и др. Ему присуждены премии Союза писателей Бухареста (1979) и Союза румынских писателей (1984, аннулирована властями), Национальная еврейская книжная премия (США, 1993), Медаль «Золотой лев» Нью-Йоркской публичной библиотеки (1993), премия Неаполя (2004), французская премия Медичи за переводной роман (2006), Премия Нелли Закс (2011) и др. награды. Он — член Берлинской академии искусств (2009), Королевского литературного общества Великобритании (2012).